# ماهیگیری خوش‌شانس ای‌ئی
«ماهیگیری خوش‌شانس ای‌ئی» (انگلیسی: AE Lucky Fishing) یک بازی ویدئویی است که توسط و در سال ۲۰۱۳ و در پلت‌فرم‌های اندروید، مایکروسافت ویندوز، و آی‌اواس منتشر شده‌است.